# (230765) Alfbester
(230765) Alfbester ist ein Asteroid des äußeren Hauptgürtels, der am 15. Dezember 2003 vom französischen Astronomen Bernard Christophe am Observatorium Saint-Sulpice (IAU-Code 947) in Saint-Sulpice, Kanton Noailles entdeckt wurde.
Der Asteroid wurde am 30. März 2010 nach dem US-amerikanischen Science-Fiction-Autor Alfred Bester benannt. In der Begründung der Benennung schreibt Bernard Christophe, dass Besters The Stars My Destination sein Lieblingsroman sei.